# Passiflora cumbalensis
Passiflora cumbalensis là một loài thực vật có hoa trong họ Lạc tiên. Loài này được (H. Karst.) Harms mô tả khoa học đầu tiên năm 1894.